# Нестримна гонитва
«Нестримна гонитва» (спрощ.: 《绝地追击》; піньїнь: Juédì Zhuījí), також відома як «Рейд у смертельну зону» (англ. «Raid On The Lethal Zone») — китайський гостросюжетний фільм-бойовик 2022 року про боротьбу з наркотичною залежністю, що заснований на реальних подіях.

## Сюжет
Історія команди спеціального призначення «8077» прикордонної поліції провінції Юньнань у 1990-х роках, яка боролася з повенями та розкрила приголомшливу змову наркобаронів.

## Акторський склад

### Головні актори
| Актор     | Роль         |
| --------- | ------------ |
| Оу Хао    | Ван Цзіньхоу |
| Ґу Цзячен | Ер Лай       |
| Юй Хаомін | Сунь Цзі     |
| Хуан Яо   | Яо Яо        |

### Другорядні актори
| Актор          | Роль       |
| -------------- | ---------- |
| Цзю Кун        | Ван Лаоши  |
| Ван Чжифей     | Пей Ґоцін  |
| Сюй Ґуанюй     |            |
| Ван Кайшен     |            |
| Ю Юнчжи        |            |
| Шао Бін        |            |
| Ду Юань        |            |
| Цянь Бо        |            |
| Ґао Чжитін     | Ван Лє     |
| Ван Юйтянь     | Да Чжу     |
| Ши Пенюань     | Лю Чуньшен |
| А Жуна         |            |
| Цзян Сюемін    |            |
| Лю Цзюньці     |            |
| Лян Юнці       |            |
| Дун Божуй      |            |
| Цзінь Чжун     |            |
| Чень Тяньмін   |            |
| Пан Юйчень     |            |
| Чжао Сюань     |            |
| Чжоу Дехуа     |            |
| Чжу Яньманьцзи |            |